# Campionato sudamericano femminile di pallavolo 1973
Il X campionato sudamericano femminile di pallavolo si è svolto dal 20 al 29 luglio 1973 a Bucaramanga, in Colombia. Al torneo hanno partecipato 7 squadre nazionali sudamericane e la vittoria finale è andata per la quarta volta, la seconda consecutiva, al Perù.

## Squadre partecipanti
| - Argentina - Brasile - Cile - Colombia | - Perù - Uruguay - Venezuela |

## Classifica finale
| Classifica | Squadre   |
| ---------- | --------- |
|            | Perù      |
|            | Brasile   |
|            | Uruguay   |
| 4          | Cile      |
| 5          | Venezuela |
| 6          | Argentina |
| 7          | Colombia  |